# Conseil national des travailleurs internationalistes
Le Conseil national des travailleurs internationalistes (国際主義労働者全国協議会, Kokusaishugi rōdōsha zenkoku kyōgikai) est un parti politique japonais issu de la Nouvelle Gauche. En 1991, le Conseil national pour la quatrième internationale du Japon (section consultative nationale) a été rebaptisé Conseil national des travailleurs internationalistes. L'organisation se définit comme étant un groupe de sympathisants au Secrétariat Unifié de la Quatrième Internationale. Il participe donc aux congrès du Secrétariat Unifié en tant qu'organisation sympathisante depuis le quatorzième. Leur objectif est la formation d'une nouvelle section de la Quatrième Internationale au Japon, sur la base de l'écosocialisme et du pouvoir ouvrier.
- Dirigeant actuel : Oda Susumura
- Presse :"Pouvoir ouvrier" anciennement, désormais un journal commun avec la JRCL, "Kakehashi" (Le Pont)

## Formation
En septembre 1989, des dissensions ont éclaté à la quatrième assemblée nationale de la section de la quatrième internationale du Japon. La section consultative nationale s'est auto-proclamée section de la Quatrième internationale. La section japonaise a été privée du titre d'organisation membre au 13e congrès mondial de 1991, à cause de divers problèmes internes, notamment sur la question féminine. Depuis, la section japonaise de la quatrième internationale a cessé d'exister. La section officielle a abandonné le terme « Quatrième internationale », se rebaptisant Ligue communiste révolutionnaire du Japon. La faction consultative nationale a également été rebaptisée en 1991, et a abandonné l'idée d'être la section de l'internationale pour devenir une "organisation sympathisante".
Alors que l'ancienne branche japonaise, devenue la JRCL, se base toujours sur le centralisme démocratique, le CNTI dans son organe de presse « Pouvoir Ouvrier » considère que le centralisme démocratique est le foyer de la bureaucratie et du stalinisme. Ce n'est donc pas une organisation avec un comité central, mais un comité national modéré par des comités de base.

## Activités
L'organisation est principalement engagée dans la publication de journaux et dans la participation à la Quatrième Internationale. Elle anime également un mouvement visant à la reconstruction d'une section japonaise de cette internationale. Ses bases d'activité sont principalement Tokyo et la région de Tohoku. Cependant, ses activistes sont dispersés et ne sont pas dans une situation d'action collective en tant qu'organisation. Les membres travaillant dans la région de Tohoku semblent jouer un rôle central, tels que l'Union des travailleurs de Tohoku, le syndicat Dentsu et le syndicat conjoint de Miyagi. 
En décembre 2004, le professeur Sasaki de l'université de Tokyo a été exclu du parti pour harcèlement sexuel. C'était un événement pour mettre en lumière le poids de la discrimination contre les femmes existant encore dans le groupe (voir "Pouvoir Ouvrier" 181). Depuis septembre 2009, le Conseil a abandonné la publication d'un journal papier, et s'est engagé dans l'édition et la publication de Kakehashi, un journal conjoint avec la Ligue communiste révolutionnaire du Japon (JRCL).